# Tygodnik Literacki poświęcony literaturze, sztukom pięknym i krytyce
Tygodnik Literacki poświęcony literaturze, sztukom pięknym i krytyce – tygodnik kulturalno-społeczny o postępowym programie, ukazujący się w Poznaniu w latach 1838-1846.
Czasopismo początkowo było redagowane przez Antoniego Poplińskiego i Józefa Łukaszewicza, ale w końcu 1839 przejął je Antoni Woykowski (1817-1850). Pod jego kierownictwem pismo zyskało wysoki poziom literacki i rozgłos ogólnopolski. Do współpracowników Tygodnika należeli: Edward Dembowski, Józef Ignacy Kraszewski, Karol Libelt, Juliusz Słowacki, czy Kazimierz Erenberg. Współredaktorką czasopisma była Julia Molińska-Woykowska, żona Antoniego Woykowskiego, propagatorka emancypacji kobiet. Nakład wahał się w zakresie 1500-2000 egzemplarzy. Problemów pismu przysparzała pruska cenzura. Woykowski popadł też w problemy natury finansowej, co spowodowało upadek projektu i zamknięcie pisma w 1846.